# Louis Philippus Serrurier
Louis Philippus Serrurier (Amsterdam, 1706 – Amsterdam, 1751) was een achttiende-eeuwse amateur-tekenaar die vele Nederlandse stads- en dorpsgezichten maakte. Ook kopieerde hij oudere tekeningen, vooral die van Cornelis Pronk in Utrecht.
Zijn werk is architecturaal-topografisch belangrijk.

## Literatuur

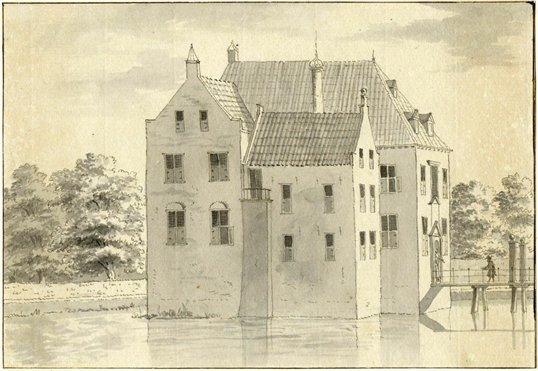
Kasteel Geerestein in 1730
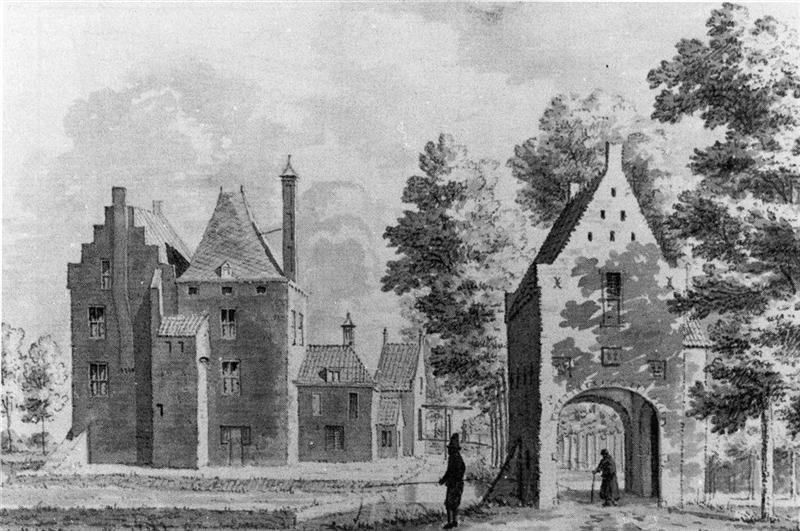
Ridderhofstad Den Engh te Vleuten in 1731
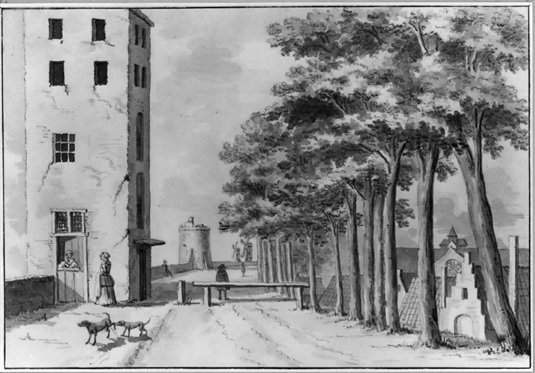
De Utrechtse Smeetoren rond 1730